# Anton Lichtenstein
Antonio Augusto Enrique Lichtenstein (en alemán: Anton August Heinrich Lichtenstein; 1753-1816) fue un científico  zoólogo alemán, padre del también científico y explorador Martin Lichtenstein. 
Lichtenstein era doctor en teología y filosofía, profesor de idiomas orientales, y de 1782 en adelante rector del Johanneum en Hamburgo. De 1796 a 1798 ocupa el cargo de director de la Biblioteca Pública de Hamburgo.
Desde 1798 ejerció de profesor en la Universidad de Helmstedt.
Autor del Catalogus Rerum Naturalium Rarissimarum (1793) y del Catalogus el Musei zoologici ditissimi Hamburgi (1796). Colaboró con Johann Friedrich Wilhelm Herbst en la obra Natursystem der ungeflügelten Insekten, de (1797).